# 粤北土話
粤北土話（えつほくどわ）、別名韶州土話（しょうしゅうどわ）、は中国湖南省、江西省が接する広東省の北端において話されている土着の言語、いわば広西平話の拡張言語である。たいてい瑶族、壮族など少数民族に話されているが、北京語や広東語と全く異なる。